# Colombia Oro y Paz 2018
Colombia Oro y Paz 2018 var den 1. udgave af det colombianske landevejscykelløb. Løbet foregik i perioden 6. til 11. februar 2018. Løbet var en del af UCI America Tour 2018 og var i kategorien 2.1. Den samlede vinder blev colombianske Egan Bernal fra Team Sky.

## Hold
| UCI WorldTeams (4)- EF Education First-Drapac p/b Cannondale - Movistar Team - Quick-Step Floors - Sky UCI Professionelle kontinentalthold (9)- Androni Giocattoli-Sidermec - Bardiani CSF - Burgos-BH - CCC Sprandi Polkowice - Euskadi Basque Country-Murias - Holowesko-Citadel - Israel Cycling Academy - Manzana Postobón - UnitedHealthcare UCI Kontinentalhold (9)- Asociación Civil Agrupación Virgen de Fátima - Bicicletas Strongman - Coldeportes Zenú - EPM - GW Shimano - Illuminate - Medellín-Éxito - Orgullo Paisa - Trevigiani Phonix-Hemus 1896 Landshold (3)- Colombia - Italien - Rusland |
| |

## Etaperne
| Etape    | Dato     | Start – Mål                                   | type              | Afstand (km) | Etapevinder        | Førende rytter     |
| -------- | -------- | --------------------------------------------- | ----------------- | ------------ | ------------------ | ------------------ |
| 1. etape | 6. feb.  | Palmira – Palmira                             | flad etape        | 99,9         | Fernando Gaviria   | Fernando Gaviria   |
| 2. etape | 7. feb.  | Palmira – Santander de Quilichao – Palmira    | kuperet etape     | 183,4        | Fernando Gaviria   | Fernando Gaviria   |
| 3. etape | 8. feb.  | Palmira – Riopaila – Buga                     | flad etape        | 163,2        | Fernando Gaviria   | Fernando Gaviria   |
| 4. etape | 9. feb.  | Buga – Santa Rosa de Cabal (Mirador El Tambo) | middel bjergetape | 149,5        | Julian Alaphilippe | Julian Alaphilippe |
| 5. etape | 10. feb. | Pereira – Salento                             | middel bjergetape | 163,7        | Rigoberto Urán     | Nairo Quintana     |
| 6. etape | 11. feb. | Armenia – Manizales                           | bjergetape        | 187,8        | Dayer Quintana     | Egan Bernal        |

### 1. etape
| \| Etaperesultat \| Etaperesultat \| Etaperesultat \| Etaperesultat \| Etaperesultat \| \| Rytter \| Rytter \| Hold \| Tid \| \| \| ------------- \| ------------------- \| ---------------------------- \| ------------- \| ------------- \| \| 1. \| Fernando Gaviria \| Quick-Step Floors \| 2t 07' 05" \| \| \| 2. \| Sebastián Molano \| Manzana Postobón \| + 0" \| \| \| 3. \| Maximiliano Richeze \| Quick-Step Floors \| + 0" \| \| \| 4. \| Matteo Malucelli \| Androni Giocattoli-Sidermec \| + 0" \| \| \| 5. \| Álvaro Hodeg \| Quick-Step Floors \| + 0" \| \| \| 6. \| Andrea Guardini \| Bardiani CSF \| + 0" \| \| \| 7. \| Paweł Franczak \| CCC Sprandi Polkowice \| + 0" \| \| \| 8. \| Davide Viganò \| Italien \| + 0" \| \| \| 9. \| Manuel Peñalver \| Trevigiani-Phonix-Hemus 1896 \| + 0" \| \| \| 10. \| Miguel Bryon \| Holowesko Citadel \| + 0" \| \| |                     |                              |            |
| |                     |                              |            |
| |                     |                              |            |
| Etaperesultat |                     |                              |            |
| Rytter | Rytter              | Hold                         | Tid        |
| 1. | Fernando Gaviria    | Quick-Step Floors            | 2t 07' 05" |
| 2. | Sebastián Molano    | Manzana Postobón             | + 0"       |
| 3. | Maximiliano Richeze | Quick-Step Floors            | + 0"       |
| 4. | Matteo Malucelli    | Androni Giocattoli-Sidermec  | + 0"       |
| 5. | Álvaro Hodeg        | Quick-Step Floors            | + 0"       |
| 6. | Andrea Guardini     | Bardiani CSF                 | + 0"       |
| 7. | Paweł Franczak      | CCC Sprandi Polkowice        | + 0"       |
| 8. | Davide Viganò       | Italien                      | + 0"       |
| 9. | Manuel Peñalver     | Trevigiani-Phonix-Hemus 1896 | + 0"       |
| 10. | Miguel Bryon        | Holowesko Citadel            | + 0"       |

| \| Samlede stilling \| Samlede stilling \| Samlede stilling \| Samlede stilling \| Samlede stilling \| \| Rytter \| Rytter \| Hold \| Tid \| \| \| ---------------- \| -------------------- \| --------------------------- \| ---------------- \| ---------------- \| \| 1. \| Fernando Gaviria \| Quick-Step Floors \| 2t 06' 55" \| \| \| 2. \| Miguel Ángel Rubiano \| Coldeportes-Zenú \| + 1" \| \| \| 3. \| Sebastián Molano \| Manzana Postobón \| + 4" \| \| \| 4. \| Maximiliano Richeze \| Quick-Step Floors \| + 6" \| \| \| 5. \| Rafael Montiel \| Orgullo Paisa \| + 7" \| \| \| 6. \| Simon Pellaud \| Illuminate \| + 7" \| \| \| 7. \| Jetse Bol \| Manzana Postobón \| + 8" \| \| \| 8. \| Jonathan Clarke \| UnitedHealthcare \| + 9" \| \| \| 9. \| Matteo Malucelli \| Androni Giocattoli-Sidermec \| + 10" \| \| \| 10. \| Álvaro Hodeg \| Quick-Step Floors \| + 10" \| \| |                      |                             |            |
| |                      |                             |            |
| |                      |                             |            |
| Samlede stilling |                      |                             |            |
| Rytter | Rytter               | Hold                        | Tid        |
| 1. | Fernando Gaviria     | Quick-Step Floors           | 2t 06' 55" |
| 2. | Miguel Ángel Rubiano | Coldeportes-Zenú            | + 1"       |
| 3. | Sebastián Molano     | Manzana Postobón            | + 4"       |
| 4. | Maximiliano Richeze  | Quick-Step Floors           | + 6"       |
| 5. | Rafael Montiel       | Orgullo Paisa               | + 7"       |
| 6. | Simon Pellaud        | Illuminate                  | + 7"       |
| 7. | Jetse Bol            | Manzana Postobón            | + 8"       |
| 8. | Jonathan Clarke      | UnitedHealthcare            | + 9"       |
| 9. | Matteo Malucelli     | Androni Giocattoli-Sidermec | + 10"      |
| 10. | Álvaro Hodeg         | Quick-Step Floors           | + 10"      |

### 2. etape
| \| Etaperesultat \| Etaperesultat \| Etaperesultat \| Etaperesultat \| Etaperesultat \| \| Rytter \| Rytter \| Hold \| Tid \| \| \| ------------- \| ---------------- \| ---------------------------- \| ------------- \| ------------- \| \| 1. \| Fernando Gaviria \| Quick-Step Floors \| 3t 49' 30" \| \| \| 2. \| Sebastián Molano \| Manzana Postobón \| + 0" \| \| \| 3. \| Matteo Malucelli \| Androni Giocattoli-Sidermec \| + 0" \| \| \| 4. \| Andrea Guardini \| Bardiani CSF \| + 0" \| \| \| 5. \| Mihkel Räim \| Israel Cycling Academy \| + 0" \| \| \| 6. \| Davide Viganò \| Italien \| + 0" \| \| \| 7. \| Martin Laas \| Illuminate \| + 0" \| \| \| 8. \| John Murphy \| Holowesko Citadel \| + 0" \| \| \| 9. \| Jairo Salas \| EPM \| + 0" \| \| \| 10. \| Manuel Peñalver \| Trevigiani-Phonix-Hemus 1896 \| + 0" \| \| |                  |                              |            |
| |                  |                              |            |
| |                  |                              |            |
| Etaperesultat |                  |                              |            |
| Rytter | Rytter           | Hold                         | Tid        |
| 1. | Fernando Gaviria | Quick-Step Floors            | 3t 49' 30" |
| 2. | Sebastián Molano | Manzana Postobón             | + 0"       |
| 3. | Matteo Malucelli | Androni Giocattoli-Sidermec  | + 0"       |
| 4. | Andrea Guardini  | Bardiani CSF                 | + 0"       |
| 5. | Mihkel Räim      | Israel Cycling Academy       | + 0"       |
| 6. | Davide Viganò    | Italien                      | + 0"       |
| 7. | Martin Laas      | Illuminate                   | + 0"       |
| 8. | John Murphy      | Holowesko Citadel            | + 0"       |
| 9. | Jairo Salas      | EPM                          | + 0"       |
| 10. | Manuel Peñalver  | Trevigiani-Phonix-Hemus 1896 | + 0"       |

| \| Samlede stilling \| Samlede stilling \| Samlede stilling \| Samlede stilling \| Samlede stilling \| \| Rytter \| Rytter \| Hold \| Tid \| \| \| ---------------- \| -------------------- \| ---------------------------- \| ---------------- \| ---------------- \| \| 1. \| Fernando Gaviria \| Quick-Step Floors \| 5t 56' 12" \| \| \| 2. \| Sebastián Molano \| Manzana Postobón \| + 11" \| \| \| 3. \| Miguel Ángel Rubiano \| Coldeportes-Zenú \| + 14" \| \| \| 4. \| Juan Arango \| Colombia \| + 17" \| \| \| 5. \| Matteo Malucelli \| Androni Giocattoli-Sidermec \| + 19" \| \| \| 6. \| Maximiliano Richeze \| Quick-Step Floors \| + 19" \| \| \| 7. \| Simon Pellaud \| Illuminate \| + 20" \| \| \| 8. \| Rafael Montiel \| Orgullo Paisa \| + 20" \| \| \| 9. \| Germán Tivani \| Trevigiani-Phonix-Hemus 1896 \| + 20" \| \| \| 10. \| Andrea Guardini \| Bardiani CSF \| + 21" \| \| |                      |                              |            |
| |                      |                              |            |
| |                      |                              |            |
| Samlede stilling |                      |                              |            |
| Rytter | Rytter               | Hold                         | Tid        |
| 1. | Fernando Gaviria     | Quick-Step Floors            | 5t 56' 12" |
| 2. | Sebastián Molano     | Manzana Postobón             | + 11"      |
| 3. | Miguel Ángel Rubiano | Coldeportes-Zenú             | + 14"      |
| 4. | Juan Arango          | Colombia                     | + 17"      |
| 5. | Matteo Malucelli     | Androni Giocattoli-Sidermec  | + 19"      |
| 6. | Maximiliano Richeze  | Quick-Step Floors            | + 19"      |
| 7. | Simon Pellaud        | Illuminate                   | + 20"      |
| 8. | Rafael Montiel       | Orgullo Paisa                | + 20"      |
| 9. | Germán Tivani        | Trevigiani-Phonix-Hemus 1896 | + 20"      |
| 10. | Andrea Guardini      | Bardiani CSF                 | + 21"      |

### 3. etape
| \| Etaperesultat \| Etaperesultat \| Etaperesultat \| Etaperesultat \| Etaperesultat \| \| Rytter \| Rytter \| Hold \| Tid \| \| \| ------------- \| -------------------------------- \| -------------------------------------------- \| ------------- \| ------------- \| \| 1. \| Fernando Gaviria \| Quick-Step Floors \| 3t 30' 05" \| \| \| 2. \| Matteo Malucelli \| Androni Giocattoli-Sidermec \| + 0" \| \| \| 3. \| Sebastián Molano \| Manzana Postobón \| + 0" \| \| \| 4. \| Davide Viganò \| Italien \| + 0" \| \| \| 5. \| Lucas Sebastián Haedo \| UnitedHealthcare \| + 0" \| \| \| 6. \| Maximiliano Richeze \| Quick-Step Floors \| + 0" \| \| \| 7. \| Cristian Leandro Tamayo Saavedra \| GW Shimano \| + 0" \| \| \| 8. \| Manuel Peñalver \| Trevigiani-Phonix-Hemus 1896 \| + 0" \| \| \| 9. \| Nicolás Naranjo \| Asociación Civil Agrupación Virgen de Fátima \| + 0" \| \| \| 10. \| Adrian González Velasco \| Burgos-BH \| + 0" \| \| |                                  |                                              |            |
| |                                  |                                              |            |
| |                                  |                                              |            |
| Etaperesultat |                                  |                                              |            |
| Rytter | Rytter                           | Hold                                         | Tid        |
| 1. | Fernando Gaviria                 | Quick-Step Floors                            | 3t 30' 05" |
| 2. | Matteo Malucelli                 | Androni Giocattoli-Sidermec                  | + 0"       |
| 3. | Sebastián Molano                 | Manzana Postobón                             | + 0"       |
| 4. | Davide Viganò                    | Italien                                      | + 0"       |
| 5. | Lucas Sebastián Haedo            | UnitedHealthcare                             | + 0"       |
| 6. | Maximiliano Richeze              | Quick-Step Floors                            | + 0"       |
| 7. | Cristian Leandro Tamayo Saavedra | GW Shimano                                   | + 0"       |
| 8. | Manuel Peñalver                  | Trevigiani-Phonix-Hemus 1896                 | + 0"       |
| 9. | Nicolás Naranjo                  | Asociación Civil Agrupación Virgen de Fátima | + 0"       |
| 10. | Adrian González Velasco          | Burgos-BH                                    | + 0"       |

| \| Samlede stilling \| Samlede stilling \| Samlede stilling \| Samlede stilling \| Samlede stilling \| \| Rytter \| Rytter \| Hold \| Tid \| \| \| ---------------- \| -------------------- \| ---------------------------- \| ---------------- \| ---------------- \| \| 1. \| Fernando Gaviria \| Quick-Step Floors \| 9t 26' 07" \| \| \| 2. \| Sebastián Molano \| Manzana Postobón \| + 17" \| \| \| 3. \| Matteo Malucelli \| Androni Giocattoli-Sidermec \| + 23" \| \| \| 4. \| Rafael Montiel \| Orgullo Paisa \| + 24" \| \| \| 5. \| Miguel Ángel Rubiano \| Coldeportes-Zenú \| + 24" \| \| \| 6. \| Brayan Ramírez \| Colombia \| + 26" \| \| \| 7. \| Juan Arango \| Colombia \| + 27" \| \| \| 8. \| Maximiliano Richeze \| Quick-Step Floors \| + 29" \| \| \| 9. \| Simon Pellaud \| Illuminate \| + 30" \| \| \| 10. \| Germán Tivani \| Trevigiani-Phonix-Hemus 1896 \| + 30" \| \| |                      |                              |            |
| |                      |                              |            |
| |                      |                              |            |
| Samlede stilling |                      |                              |            |
| Rytter | Rytter               | Hold                         | Tid        |
| 1. | Fernando Gaviria     | Quick-Step Floors            | 9t 26' 07" |
| 2. | Sebastián Molano     | Manzana Postobón             | + 17"      |
| 3. | Matteo Malucelli     | Androni Giocattoli-Sidermec  | + 23"      |
| 4. | Rafael Montiel       | Orgullo Paisa                | + 24"      |
| 5. | Miguel Ángel Rubiano | Coldeportes-Zenú             | + 24"      |
| 6. | Brayan Ramírez       | Colombia                     | + 26"      |
| 7. | Juan Arango          | Colombia                     | + 27"      |
| 8. | Maximiliano Richeze  | Quick-Step Floors            | + 29"      |
| 9. | Simon Pellaud        | Illuminate                   | + 30"      |
| 10. | Germán Tivani        | Trevigiani-Phonix-Hemus 1896 | + 30"      |

### 4. etape
| \| Etaperesultat \| Etaperesultat \| Etaperesultat \| Etaperesultat \| Etaperesultat \| \| Rytter \| Rytter \| Hold \| Tid \| \| \| ------------- \| ------------------ \| -------------------------------- \| ------------- \| ------------- \| \| 1. \| Julian Alaphilippe \| Quick-Step Floors \| 3t 17' 36" \| \| \| 2. \| Sergio Henao \| Team Sky \| + 0" \| \| \| 3. \| Nairo Quintana \| Movistar Team \| + 0" \| \| \| 4. \| Rigoberto Urán \| EF Education First-Drapac \| + 3" \| \| \| 5. \| Jhonatan Narváez \| Quick-Step Floors \| + 3" \| \| \| 6. \| Egan Bernal \| Team Sky \| + 3" \| \| \| 7. \| Iván Sosa \| Androni Giocattoli-Sidermec \| + 3" \| \| \| 8. \| Danny Osorio \| Orgullo Paisa \| + 8" \| \| \| 9. \| Diego Ochoa \| EPM \| + 8" \| \| \| 10. \| Aristóbulo Cala \| Bicicletas Strongman Coldeportes \| + 11" \| \| |                    |                                  |            |
| |                    |                                  |            |
| |                    |                                  |            |
| Etaperesultat |                    |                                  |            |
| Rytter | Rytter             | Hold                             | Tid        |
| 1. | Julian Alaphilippe | Quick-Step Floors                | 3t 17' 36" |
| 2. | Sergio Henao       | Team Sky                         | + 0"       |
| 3. | Nairo Quintana     | Movistar Team                    | + 0"       |
| 4. | Rigoberto Urán     | EF Education First-Drapac        | + 3"       |
| 5. | Jhonatan Narváez   | Quick-Step Floors                | + 3"       |
| 6. | Egan Bernal        | Team Sky                         | + 3"       |
| 7. | Iván Sosa          | Androni Giocattoli-Sidermec      | + 3"       |
| 8. | Danny Osorio       | Orgullo Paisa                    | + 8"       |
| 9. | Diego Ochoa        | EPM                              | + 8"       |
| 10. | Aristóbulo Cala    | Bicicletas Strongman Coldeportes | + 11"      |

| \| Samlede stilling \| Samlede stilling \| Samlede stilling \| Samlede stilling \| Samlede stilling \| \| Rytter \| Rytter \| Hold \| Tid \| \| \| ---------------- \| ------------------ \| --------------------------- \| ---------------- \| ---------------- \| \| 1. \| Julian Alaphilippe \| Quick-Step Floors \| 12t 44' 06" \| \| \| 2. \| Sergio Henao \| Team Sky \| + 4" \| \| \| 3. \| Nairo Quintana \| Movistar Team \| + 6" \| \| \| 4. \| Egan Bernal \| Team Sky \| + 13" \| \| \| 5. \| Rigoberto Urán \| EF Education First-Drapac \| + 13" \| \| \| 6. \| Iván Sosa \| Androni Giocattoli-Sidermec \| + 13" \| \| \| 7. \| Jhonatan Narváez \| Quick-Step Floors \| + 13" \| \| \| 8. \| Danny Osorio \| Orgullo Paisa \| + 18" \| \| \| 9. \| Diego Ochoa \| EPM \| + 18" \| \| \| 10. \| Taylor Eisenhart \| Holowesko Citadel \| + 21" \| \| |                    |                             |             |
| |                    |                             |             |
| |                    |                             |             |
| Samlede stilling |                    |                             |             |
| Rytter | Rytter             | Hold                        | Tid         |
| 1. | Julian Alaphilippe | Quick-Step Floors           | 12t 44' 06" |
| 2. | Sergio Henao       | Team Sky                    | + 4"        |
| 3. | Nairo Quintana     | Movistar Team               | + 6"        |
| 4. | Egan Bernal        | Team Sky                    | + 13"       |
| 5. | Rigoberto Urán     | EF Education First-Drapac   | + 13"       |
| 6. | Iván Sosa          | Androni Giocattoli-Sidermec | + 13"       |
| 7. | Jhonatan Narváez   | Quick-Step Floors           | + 13"       |
| 8. | Danny Osorio       | Orgullo Paisa               | + 18"       |
| 9. | Diego Ochoa        | EPM                         | + 18"       |
| 10. | Taylor Eisenhart   | Holowesko Citadel           | + 21"       |

### 5. etape
| \| Etaperesultat \| Etaperesultat \| Etaperesultat \| Etaperesultat \| Etaperesultat \| \| Rytter \| Rytter \| Hold \| Tid \| \| \| ------------- \| ---------------- \| -------------------------------- \| ------------- \| ------------- \| \| 1. \| Rigoberto Urán \| EF Education First-Drapac \| 3t 42' 33" \| \| \| 2. \| Nairo Quintana \| Movistar Team \| + 0" \| \| \| 3. \| Egan Bernal \| Team Sky \| + 0" \| \| \| 4. \| Sergio Henao \| Team Sky \| + 0" \| \| \| 5. \| Iván Sosa \| Androni Giocattoli-Sidermec \| + 17" \| \| \| 6. \| Daniel Martínez \| EF Education First-Drapac \| + 17" \| \| \| 7. \| Jhonatan Narváez \| Quick-Step Floors \| + 29" \| \| \| 8. \| Óscar Sevilla \| Medellín \| + 29" \| \| \| 9. \| Aristóbulo Cala \| Bicicletas Strongman Coldeportes \| + 34" \| \| \| 10. \| Richard Carapaz \| Movistar Team \| + 37" \| \| |                  |                                  |            |
| |                  |                                  |            |
| |                  |                                  |            |
| Etaperesultat |                  |                                  |            |
| Rytter | Rytter           | Hold                             | Tid        |
| 1. | Rigoberto Urán   | EF Education First-Drapac        | 3t 42' 33" |
| 2. | Nairo Quintana   | Movistar Team                    | + 0"       |
| 3. | Egan Bernal      | Team Sky                         | + 0"       |
| 4. | Sergio Henao     | Team Sky                         | + 0"       |
| 5. | Iván Sosa        | Androni Giocattoli-Sidermec      | + 17"      |
| 6. | Daniel Martínez  | EF Education First-Drapac        | + 17"      |
| 7. | Jhonatan Narváez | Quick-Step Floors                | + 29"      |
| 8. | Óscar Sevilla    | Medellín                         | + 29"      |
| 9. | Aristóbulo Cala  | Bicicletas Strongman Coldeportes | + 34"      |
| 10. | Richard Carapaz  | Movistar Team                    | + 37"      |

| \| Samlede stilling \| Samlede stilling \| Samlede stilling \| Samlede stilling \| Samlede stilling \| \| Rytter \| Rytter \| Hold \| Tid \| \| \| ---------------- \| ------------------ \| -------------------------------- \| ---------------- \| ---------------- \| \| 1. \| Nairo Quintana \| Movistar Team \| 16t 26' 39" \| \| \| 2. \| Rigoberto Urán \| EF Education First-Drapac \| + 3" \| \| \| 3. \| Sergio Henao \| Team Sky \| + 4" \| \| \| 4. \| Egan Bernal \| Team Sky \| + 9" \| \| \| 5. \| Iván Sosa \| Androni Giocattoli-Sidermec \| + 30" \| \| \| 6. \| Daniel Martínez \| EF Education First-Drapac \| + 38" \| \| \| 7. \| Julian Alaphilippe \| Quick-Step Floors \| + 39" \| \| \| 8. \| Jhonatan Narváez \| Quick-Step Floors \| + 42" \| \| \| 9. \| Aristóbulo Cala \| Bicicletas Strongman Coldeportes \| + 55" \| \| \| 10. \| Danny Osorio \| Orgullo Paisa \| + 57" \| \| |                    |                                  |             |
| |                    |                                  |             |
| |                    |                                  |             |
| Samlede stilling |                    |                                  |             |
| Rytter | Rytter             | Hold                             | Tid         |
| 1. | Nairo Quintana     | Movistar Team                    | 16t 26' 39" |
| 2. | Rigoberto Urán     | EF Education First-Drapac        | + 3"        |
| 3. | Sergio Henao       | Team Sky                         | + 4"        |
| 4. | Egan Bernal        | Team Sky                         | + 9"        |
| 5. | Iván Sosa          | Androni Giocattoli-Sidermec      | + 30"       |
| 6. | Daniel Martínez    | EF Education First-Drapac        | + 38"       |
| 7. | Julian Alaphilippe | Quick-Step Floors                | + 39"       |
| 8. | Jhonatan Narváez   | Quick-Step Floors                | + 42"       |
| 9. | Aristóbulo Cala    | Bicicletas Strongman Coldeportes | + 55"       |
| 10. | Danny Osorio       | Orgullo Paisa                    | + 57"       |

### 6. etape
| \| Etaperesultat \| Etaperesultat \| Etaperesultat \| Etaperesultat \| Etaperesultat \| \| Rytter \| Rytter \| Hold \| Tid \| \| \| ------------- \| ------------------ \| ------------------------- \| ------------- \| ------------- \| \| 1. \| Dayer Quintana \| Movistar Team \| 4t 22' 11" \| \| \| 2. \| Egan Bernal \| Team Sky \| + 10" \| \| \| 3. \| Sebastián Henao \| Team Sky \| + 10" \| \| \| 4. \| Alexander Gil \| EPM \| + 14" \| \| \| 5. \| Daniel Martínez \| EF Education First-Drapac \| + 18" \| \| \| 6. \| Óscar Sevilla \| Medellín \| + 18" \| \| \| 7. \| Rigoberto Urán \| EF Education First-Drapac \| + 21" \| \| \| 8. \| Nairo Quintana \| Movistar Team \| + 21" \| \| \| 9. \| Sergio Henao \| Team Sky \| + 21" \| \| \| 10. \| Julian Alaphilippe \| Quick-Step Floors \| + 24" \| \| |                    |                           |            |
| |                    |                           |            |
| |                    |                           |            |
| Etaperesultat |                    |                           |            |
| Rytter | Rytter             | Hold                      | Tid        |
| 1. | Dayer Quintana     | Movistar Team             | 4t 22' 11" |
| 2. | Egan Bernal        | Team Sky                  | + 10"      |
| 3. | Sebastián Henao    | Team Sky                  | + 10"      |
| 4. | Alexander Gil      | EPM                       | + 14"      |
| 5. | Daniel Martínez    | EF Education First-Drapac | + 18"      |
| 6. | Óscar Sevilla      | Medellín                  | + 18"      |
| 7. | Rigoberto Urán     | EF Education First-Drapac | + 21"      |
| 8. | Nairo Quintana     | Movistar Team             | + 21"      |
| 9. | Sergio Henao       | Team Sky                  | + 21"      |
| 10. | Julian Alaphilippe | Quick-Step Floors         | + 24"      |

## Resultater
| \| Samlede stilling \| Samlede stilling \| Samlede stilling \| Samlede stilling \| Samlede stilling \| \| Rytter \| Rytter \| Hold \| Tid \| \| \| ---------------- \| ------------------ \| -------------------------------- \| ---------------- \| ---------------- \| \| 1. \| Egan Bernal \| Team Sky \| 20t 49' 03" \| \| \| 2. \| Nairo Quintana \| Movistar Team \| + 8" \| \| \| 3. \| Rigoberto Urán \| EF Education First-Drapac \| + 11" \| \| \| 4. \| Sergio Henao \| Team Sky \| + 12" \| \| \| 5. \| Daniel Martínez \| EF Education First-Drapac \| + 43" \| \| \| 6. \| Iván Sosa \| Androni Giocattoli-Sidermec \| + 45" \| \| \| 7. \| Julian Alaphilippe \| Quick-Step Floors \| + 50" \| \| \| 8. \| Aristóbulo Cala \| Bicicletas Strongman Coldeportes \| + 1' 10" \| \| \| 9. \| Danny Osorio \| Orgullo Paisa \| + 1' 12" \| \| \| 10. \| Jhonatan Narváez \| Quick-Step Floors \| + 1' 18" \| \| \| 11. \| Rafael Montiel \| Orgullo Paisa \| + 1' 26" \| \| \| 12. \| Jarlinson Pantano \| Colombia \| + 1' 46" \| \| \| 13. \| Juan Pablo Suárez \| EPM \| + 1' 46" \| \| \| 14. \| Heiner Parra \| GW Shimano \| + 1' 51" \| \| \| 15. \| Fabio Duarte \| Manzana Postobón \| + 1' 52" \| \| |                    |                                  |             |
| |                    |                                  |             |
| Kilde: ProCyclingStats |                    |                                  |             |
| Samlede stilling |                    |                                  |             |
| Rytter | Rytter             | Hold                             | Tid         |
| 1. | Egan Bernal        | Team Sky                         | 20t 49' 03" |
| 2. | Nairo Quintana     | Movistar Team                    | + 8"        |
| 3. | Rigoberto Urán     | EF Education First-Drapac        | + 11"       |
| 4. | Sergio Henao       | Team Sky                         | + 12"       |
| 5. | Daniel Martínez    | EF Education First-Drapac        | + 43"       |
| 6. | Iván Sosa          | Androni Giocattoli-Sidermec      | + 45"       |
| 7. | Julian Alaphilippe | Quick-Step Floors                | + 50"       |
| 8. | Aristóbulo Cala    | Bicicletas Strongman Coldeportes | + 1' 10"    |
| 9. | Danny Osorio       | Orgullo Paisa                    | + 1' 12"    |
| 10. | Jhonatan Narváez   | Quick-Step Floors                | + 1' 18"    |
| 11. | Rafael Montiel     | Orgullo Paisa                    | + 1' 26"    |
| 12. | Jarlinson Pantano  | Colombia                         | + 1' 46"    |
| 13. | Juan Pablo Suárez  | EPM                              | + 1' 46"    |
| 14. | Heiner Parra       | GW Shimano                       | + 1' 51"    |
| 15. | Fabio Duarte       | Manzana Postobón                 | + 1' 52"    |

| Samlede stilling | Samlede stilling   | Samlede stilling                 | Samlede stilling | Samlede stilling |
| Rytter           | Rytter             | Hold                             | Tid              |                  |
| ---------------- | ------------------ | -------------------------------- | ---------------- | ---------------- |
| 1.               | Egan Bernal        | Team Sky                         | 20t 49' 03"      |                  |
| 2.               | Nairo Quintana     | Movistar Team                    | + 8"             |                  |
| 3.               | Rigoberto Urán     | EF Education First-Drapac        | + 11"            |                  |
| 4.               | Sergio Henao       | Team Sky                         | + 12"            |                  |
| 5.               | Daniel Martínez    | EF Education First-Drapac        | + 43"            |                  |
| 6.               | Iván Sosa          | Androni Giocattoli-Sidermec      | + 45"            |                  |
| 7.               | Julian Alaphilippe | Quick-Step Floors                | + 50"            |                  |
| 8.               | Aristóbulo Cala    | Bicicletas Strongman Coldeportes | + 1' 10"         |                  |
| 9.               | Danny Osorio       | Orgullo Paisa                    | + 1' 12"         |                  |
| 10.              | Jhonatan Narváez   | Quick-Step Floors                | + 1' 18"         |                  |
| 11.              | Rafael Montiel     | Orgullo Paisa                    | + 1' 26"         |                  |
| 12.              | Jarlinson Pantano  | Colombia                         | + 1' 46"         |                  |
| 13.              | Juan Pablo Suárez  | EPM                              | + 1' 46"         |                  |
| 14.              | Heiner Parra       | GW Shimano                       | + 1' 51"         |                  |
| 15.              | Fabio Duarte       | Manzana Postobón                 | + 1' 52"         |                  |

| Pointkonkurrence | Pointkonkurrence     | Pointkonkurrence            | Pointkonkurrence | Pointkonkurrence |
| Rytter           | Rytter               | Hold                        | Point            |                  |
| ---------------- | -------------------- | --------------------------- | ---------------- | ---------------- |
| 1.               | Fernando Gaviria     | Quick-Step Floors           | 59 point         |                  |
| 2.               | Sebastián Molano     | Manzana Postobón            | 34 point         |                  |
| 3.               | Matteo Malucelli     | Androni Giocattoli-Sidermec | 32 point         |                  |
| 4.               | Rigoberto Urán       | EF Education First-Drapac   | 28 point         |                  |
| 5.               | Egan Bernal          | Team Sky                    | 28 point         |                  |
| 6.               | Nairo Quintana       | Movistar Team               | 26 point         |                  |
| 7.               | Sergio Henao         | Team Sky                    | 23 point         |                  |
| 8.               | Davide Viganò        | Italien                     | 20 point         |                  |
| 9.               | Miguel Ángel Rubiano | Coldeportes-Zenú            | 18 point         |                  |
| 10.              | Julian Alaphilippe   | Quick-Step Floors           | 17 point         |                  |

| Pointkonkurrence | Pointkonkurrence     | Pointkonkurrence            | Pointkonkurrence | Pointkonkurrence |
| Rytter           | Rytter               | Hold                        | Point            |                  |
| ---------------- | -------------------- | --------------------------- | ---------------- | ---------------- |
| 1.               | Fernando Gaviria     | Quick-Step Floors           | 59 point         |                  |
| 2.               | Sebastián Molano     | Manzana Postobón            | 34 point         |                  |
| 3.               | Matteo Malucelli     | Androni Giocattoli-Sidermec | 32 point         |                  |
| 4.               | Rigoberto Urán       | EF Education First-Drapac   | 28 point         |                  |
| 5.               | Egan Bernal          | Team Sky                    | 28 point         |                  |
| 6.               | Nairo Quintana       | Movistar Team               | 26 point         |                  |
| 7.               | Sergio Henao         | Team Sky                    | 23 point         |                  |
| 8.               | Davide Viganò        | Italien                     | 20 point         |                  |
| 9.               | Miguel Ángel Rubiano | Coldeportes-Zenú            | 18 point         |                  |
| 10.              | Julian Alaphilippe   | Quick-Step Floors           | 17 point         |                  |

| Bjergkonkurrence | Bjergkonkurrence   | Bjergkonkurrence                 | Bjergkonkurrence | Bjergkonkurrence |
| Rytter           | Rytter             | Hold                             | Point            |                  |
| ---------------- | ------------------ | -------------------------------- | ---------------- | ---------------- |
| 1.               | Egan Bernal        | Team Sky                         | 11 point         |                  |
| 2.               | Dayer Quintana     | Movistar Team                    | 10 point         |                  |
| 3.               | Sebastián Henao    | Team Sky                         | 6 point          |                  |
| 4.               | Nicolás Paredes    | Medellín                         | 5 point          |                  |
| 5.               | Jordan Parra       | Manzana Postobón                 | 4 point          |                  |
| 6.               | Alexander Gil      | EPM                              | 4 point          |                  |
| 7.               | Julian Alaphilippe | Quick-Step Floors                | 3 point          |                  |
| 8.               | Jonathan Cañaveral | Bicicletas Strongman Coldeportes | 3 point          |                  |
| 9.               | Daniel Martínez    | EF Education First-Drapac        | 2 point          |                  |
| 10.              | Rodrigo Contreras  | EPM                              | 2 point          |                  |

| Bjergkonkurrence | Bjergkonkurrence   | Bjergkonkurrence                 | Bjergkonkurrence | Bjergkonkurrence |
| Rytter           | Rytter             | Hold                             | Point            |                  |
| ---------------- | ------------------ | -------------------------------- | ---------------- | ---------------- |
| 1.               | Egan Bernal        | Team Sky                         | 11 point         |                  |
| 2.               | Dayer Quintana     | Movistar Team                    | 10 point         |                  |
| 3.               | Sebastián Henao    | Team Sky                         | 6 point          |                  |
| 4.               | Nicolás Paredes    | Medellín                         | 5 point          |                  |
| 5.               | Jordan Parra       | Manzana Postobón                 | 4 point          |                  |
| 6.               | Alexander Gil      | EPM                              | 4 point          |                  |
| 7.               | Julian Alaphilippe | Quick-Step Floors                | 3 point          |                  |
| 8.               | Jonathan Cañaveral | Bicicletas Strongman Coldeportes | 3 point          |                  |
| 9.               | Daniel Martínez    | EF Education First-Drapac        | 2 point          |                  |
| 10.              | Rodrigo Contreras  | EPM                              | 2 point          |                  |

| Sprintkonkurrence | Sprintkonkurrence    | Sprintkonkurrence            | Sprintkonkurrence | Sprintkonkurrence |
| Rytter            | Rytter               | Hold                         | Point             |                   |
| ----------------- | -------------------- | ---------------------------- | ----------------- | ----------------- |
| 1.                | Miguel Ángel Rubiano | Coldeportes-Zenú             | 18 point          |                   |
| 2.                | Fernando Gaviria     | Quick-Step Floors            | 14 point          |                   |
| 3.                | Rafael Montiel       | Orgullo Paisa                | 14 point          |                   |
| 4.                | Brayan Ramírez       |                              | 13 point          |                   |
| 5.                | Juan Arango          | Medellín                     | 7 point           |                   |
| 6.                | Álvaro Hodeg         | Quick-Step Floors            | 4 point           |                   |
| 7.                | José Tito Hernández  | Orgullo Paisa                | 3 point           |                   |
| 8.                | Félix Barón          | Illuminate                   | 3 point           |                   |
| 9.                | Omar Mendoza         | Medellín                     | 3 point           |                   |
| 10.               | Germán Tivani        | Trevigiani-Phonix-Hemus 1896 | 3 point           |                   |

| Sprintkonkurrence | Sprintkonkurrence    | Sprintkonkurrence            | Sprintkonkurrence | Sprintkonkurrence |
| Rytter            | Rytter               | Hold                         | Point             |                   |
| ----------------- | -------------------- | ---------------------------- | ----------------- | ----------------- |
| 1.                | Miguel Ángel Rubiano | Coldeportes-Zenú             | 18 point          |                   |
| 2.                | Fernando Gaviria     | Quick-Step Floors            | 14 point          |                   |
| 3.                | Rafael Montiel       | Orgullo Paisa                | 14 point          |                   |
| 4.                | Brayan Ramírez       |                              | 13 point          |                   |
| 5.                | Juan Arango          | Medellín                     | 7 point           |                   |
| 6.                | Álvaro Hodeg         | Quick-Step Floors            | 4 point           |                   |
| 7.                | José Tito Hernández  | Orgullo Paisa                | 3 point           |                   |
| 8.                | Félix Barón          | Illuminate                   | 3 point           |                   |
| 9.                | Omar Mendoza         | Medellín                     | 3 point           |                   |
| 10.               | Germán Tivani        | Trevigiani-Phonix-Hemus 1896 | 3 point           |                   |

| Ungdomskonkurrence | Ungdomskonkurrence | Ungdomskonkurrence          | Ungdomskonkurrence | Ungdomskonkurrence |
| Rytter             | Rytter             | Hold                        | Tid                |                    |
| ------------------ | ------------------ | --------------------------- | ------------------ | ------------------ |
| 1.                 | Egan Bernal        | Team Sky                    | 20t 49' 03"        |                    |
| 2.                 | Daniel Martínez    | EF Education First-Drapac   | + 43"              |                    |
| 3.                 | Iván Sosa          | Androni Giocattoli-Sidermec | + 45"              |                    |
| 4.                 | Jhonatan Narváez   | Quick-Step Floors           | + 1' 18"           |                    |
| 5.                 | Hugh Carthy        | EF Education First-Drapac   | + 1' 55"           |                    |
| 6.                 | Diego Ochoa        | EPM                         | + 1' 58"           |                    |
| 7.                 | Sebastián Henao    | Team Sky                    | + 2' 02"           |                    |
| 8.                 | Taylor Eisenhart   | Holowesko Citadel           | + 2' 39"           |                    |
| 9.                 | Richard Carapaz    | Movistar Team               | + 2' 40"           |                    |
| 10.                | Aldemar Reyes      | Manzana Postobón            | + 3' 14"           |                    |

| Ungdomskonkurrence | Ungdomskonkurrence | Ungdomskonkurrence          | Ungdomskonkurrence | Ungdomskonkurrence |
| Rytter             | Rytter             | Hold                        | Tid                |                    |
| ------------------ | ------------------ | --------------------------- | ------------------ | ------------------ |
| 1.                 | Egan Bernal        | Team Sky                    | 20t 49' 03"        |                    |
| 2.                 | Daniel Martínez    | EF Education First-Drapac   | + 43"              |                    |
| 3.                 | Iván Sosa          | Androni Giocattoli-Sidermec | + 45"              |                    |
| 4.                 | Jhonatan Narváez   | Quick-Step Floors           | + 1' 18"           |                    |
| 5.                 | Hugh Carthy        | EF Education First-Drapac   | + 1' 55"           |                    |
| 6.                 | Diego Ochoa        | EPM                         | + 1' 58"           |                    |
| 7.                 | Sebastián Henao    | Team Sky                    | + 2' 02"           |                    |
| 8.                 | Taylor Eisenhart   | Holowesko Citadel           | + 2' 39"           |                    |
| 9.                 | Richard Carapaz    | Movistar Team               | + 2' 40"           |                    |
| 10.                | Aldemar Reyes      | Manzana Postobón            | + 3' 14"           |                    |

| Holdkonkurrence | Holdkonkurrence                          | Holdkonkurrence | Holdkonkurrence |
| Hold            | Hold                                     | Tid             |                 |
| --------------- | ---------------------------------------- | --------------- | --------------- |
| 1.              | Sky                                      | 62t 29' 43"     |                 |
| 2.              | EF Education First-Drapac p/b Cannondale | + 25"           |                 |
| 3.              | EPM                                      | + 1' 35"        |                 |
| 4.              | Movistar Team                            | + 2' 38"        |                 |
| 5.              | Orgullo Paisa                            | + 4' 14"        |                 |
| 6.              | Colombia                                 | + 5' 45"        |                 |
| 7.              | Bicicletas Strongman                     | + 9' 21"        |                 |
| 8.              | Medellín-Éxito                           | + 9' 24"        |                 |
| 9.              | Manzana Postobón                         | + 9' 38"        |                 |
| 10.             | GW Shimano                               | + 12' 30"       |                 |

| Holdkonkurrence | Holdkonkurrence                          | Holdkonkurrence | Holdkonkurrence |
| Hold            | Hold                                     | Tid             |                 |
| --------------- | ---------------------------------------- | --------------- | --------------- |
| 1.              | Sky                                      | 62t 29' 43"     |                 |
| 2.              | EF Education First-Drapac p/b Cannondale | + 25"           |                 |
| 3.              | EPM                                      | + 1' 35"        |                 |
| 4.              | Movistar Team                            | + 2' 38"        |                 |
| 5.              | Orgullo Paisa                            | + 4' 14"        |                 |
| 6.              | Colombia                                 | + 5' 45"        |                 |
| 7.              | Bicicletas Strongman                     | + 9' 21"        |                 |
| 8.              | Medellín-Éxito                           | + 9' 24"        |                 |
| 9.              | Manzana Postobón                         | + 9' 38"        |                 |
| 10.             | GW Shimano                               | + 12' 30"       |                 |

## Startliste
| Quick-Step Floors QST | Quick-Step Floors QST     | Quick-Step Floors QST |
| --------------------- | ------------------------- | --------------------- |
| Nr.                   | Rytter                    | Placering             |
| 1                     | Fernando Gaviria (COL)    | 93.                   |
| 2                     | Julian Alaphilippe (FRA)  | 7.                    |
| 3                     | Álvaro Hodeg (COL)        | 116.                  |
| 4                     | Iljo Keisse (BEL)         | 102.                  |
| 5                     | Jhonatan Narváez (ECU)    | 10.                   |
| 6                     | Maximiliano Richeze (ARG) | DNF-5                 |

| Team Sky SKY | Team Sky SKY               | Team Sky SKY |
| ------------ | -------------------------- | ------------ |
| Nr.          | Rytter                     | Placering    |
| 11           | Egan Bernal (COL)          | 1.           |
| 12           | Jonathan Castroviejo (ESP) | 57.          |
| 13           | Tao Geoghegan Hart (GBR)   | 53.          |
| 14           | Sebastián Henao (COL)      | 20.          |
| 15           | Sergio Henao (COL)         | 4.           |
| 16           | David López (ESP)          | 78.          |

| EF Education First-Drapac EFD | EF Education First-Drapac EFD | EF Education First-Drapac EFD |
| ----------------------------- | ----------------------------- | ----------------------------- |
| Nr.                           | Rytter                        | Placering                     |
| 21                            | Nathan Brown (USA)            | 66.                           |
| 22                            | Julián Cardona (COL)          | 60.                           |
| 23                            | Hugh Carthy (GBR)             | 18.                           |
| 24                            | Alex Howes (USA)              | 90.                           |
| 25                            | Daniel Martínez (COL)         | 5.                            |
| 26                            | Rigoberto Urán (COL)          | 3.                            |

| Movistar Team MOV | Movistar Team MOV        | Movistar Team MOV |
| ----------------- | ------------------------ | ----------------- |
| Nr.               | Rytter                   | Placering         |
| 31                | Winner Anacona (COL)     | 51.               |
| 32                | Antonio Pedrero (ESP)    | 83.               |
| 33                | Richard Carapaz (ECU)    | 23.               |
| 34                | Víctor de la Parte (ESP) | 80.               |
| 35                | Dayer Quintana (COL)     | 36.               |
| 36                | Nairo Quintana (COL)     | 2.                |

| UnitedHealthcare UHC | UnitedHealthcare UHC        | UnitedHealthcare UHC |
| -------------------- | --------------------------- | -------------------- |
| Nr.                  | Rytter                      | Placering            |
| 41                   | Lucas Sebastián Haedo (ARG) | 97.                  |
| 42                   | Janier Acevedo (COL)        | 87.                  |
| 43                   | Daniel Jaramillo (COL)      | 67.                  |
| 44                   | Serghei Țvetcov (ROU)       | 49.                  |
| 45                   | Gavin Mannion (USA)         | 89.                  |
| 46                   | Jonathan Clarke (AUS)       | 99.                  |

| Androni Giocattoli-Sidermec ANS | Androni Giocattoli-Sidermec ANS | Androni Giocattoli-Sidermec ANS |
| ------------------------------- | ------------------------------- | ------------------------------- |
| Nr.                             | Rytter                          | Placering                       |
| 51                              | Alessandro Bisolti (ITA)        | 44.                             |
| 52                              | Raffaello Bonusi (ITA)          | 85.                             |
| 53                              | Mattia Frapporti (ITA)          | 95.                             |
| 54                              | Matteo Malucelli (ITA)          | 122.                            |
| 55                              | Iván Sosa (COL)                 | 6.                              |
| 56                              | Matteo Spreafico (ITA)          | 121.                            |

| CCC Sprandi Polkowice CCC | CCC Sprandi Polkowice CCC | CCC Sprandi Polkowice CCC |
| ------------------------- | ------------------------- | ------------------------- |
| Nr.                       | Rytter                    | Placering                 |
| 61                        | Paweł Bernas (POL)        | 77.                       |
| 62                        | Paweł Franczak (POL)      | 119.                      |
| 63                        | Adrian Kurek (POL)        | 98.                       |
| 64                        | Michał Paluta (POL)       | 63.                       |
| 65                        | Leszek Pluciński (POL)    | 71.                       |
| 66                        | Mateusz Taciak (POL)      | 135.                      |

| Holowesko Citadel HCA | Holowesko Citadel HCA  | Holowesko Citadel HCA |
| --------------------- | ---------------------- | --------------------- |
| Nr.                   | Rytter                 | Placering             |
| 71                    | Rubén Companioni (CUB) | 104.                  |
| 72                    | Taylor Eisenhart (USA) | 22.                   |
| 73                    | Bryan Gómez (COL)      | 110.                  |
| 74                    | John Murphy (USA)      | 92.                   |
| 75                    | Brayan Sánchez (COL)   | 82.                   |
| 76                    | Miguel Bryon (USA)     | 124.                  |

| Manzana Postobón MZN | Manzana Postobón MZN     | Manzana Postobón MZN |
| -------------------- | ------------------------ | -------------------- |
| Nr.                  | Rytter                   | Placering            |
| 81                   | Jordan Parra (COL)       | 79.                  |
| 82                   | Sebastián Molano (COL)   | 114.                 |
| 83                   | Juan Felipe Osorio (COL) | 74.                  |
| 84                   | Jetse Bol (NED)          | 43.                  |
| 85                   | Fabio Duarte (COL)       | 15.                  |
| 86                   | Aldemar Reyes (COL)      | 24.                  |

| Euskadi-Murias EUS | Euskadi-Murias EUS           | Euskadi-Murias EUS |
| ------------------ | ---------------------------- | ------------------ |
| Nr.                | Rytter                       | Placering          |
| 91                 | Beñat Txoperena (ESP)        | 54.                |
| 92                 | Ander Barrenetxea (ESP)      | 138.               |
| 93                 | Aitor González Prieto (ESP)  | 113.               |
| 94                 | Sergio Rodríguez Reche (ESP) | 133.               |
| 95                 | Gotzon Udondo (ESP)          | 112.               |

| Bardiani CSF BRD | Bardiani CSF BRD         | Bardiani CSF BRD |
| ---------------- | ------------------------ | ---------------- |
| Nr.              | Rytter                   | Placering        |
| 101              | Giovanni Carboni (ITA)   | 65.              |
| 102              | Giulio Ciccone (ITA)     | 31.              |
| 103              | Andrea Guardini (ITA)    | 136.             |
| 104              | Mirco Maestri (ITA)      | 127.             |
| 105              | Paolo Simion (ITA)       | DNF-6            |
| 106              | Alessandro Tonelli (ITA) | 91.              |

| Israel Cycling Academy ICA | Israel Cycling Academy ICA | Israel Cycling Academy ICA |
| -------------------------- | -------------------------- | -------------------------- |
| Nr.                        | Rytter                     | Placering                  |
| 111                        | Edwin Ávila (COL)          | 42.                        |
| 112                        | Guillaume Boivin (CAN)     | 62.                        |
| 113                        | Luis Lemus (MEX)           | 61.                        |
| 114                        | Benjamin Perry (CAN)       | 76.                        |
| 115                        | Mihkel Räim (EST)          | DNF-4                      |
| 116                        | Aviv Yechezkel (ISR)       | 129.                       |

| Burgos-BH BBH | Burgos-BH BBH                 | Burgos-BH BBH |
| ------------- | ----------------------------- | ------------- |
| Nr.           | Rytter                        | Placering     |
| 121           | Nícolas Sessler (BRA)         | 55.           |
| 122           | Adrian González Velasco (ESP) | 132.          |
| 123           | Daniel López (ESP)            | 120.          |
| 124           | Igor Merino (ESP)             | 37.           |
| 125           | Victor Langellotti (MON)      | 103.          |
| 126           | Álvaro Robredo (ESP)          | 107.          |

| Colombia COL | Colombia COL            | Colombia COL |
| ------------ | ----------------------- | ------------ |
| Nr.          | Rytter                  | Placering    |
| 131          | Jarlinson Pantano       | 12.          |
| 132          | Darwin Atapuma          | 33.          |
| 133          | Jhon Anderson Rodríguez | 26.          |
| 134          | Miguel Flórez López     | 28.          |
| 135          | Juan Arango             | 117.         |
| 136          | Brayan Ramírez          | 105.         |

| Italien ITA | Italien ITA           | Italien ITA |
| ----------- | --------------------- | ----------- |
| Nr.         | Rytter                | Placering   |
| 141         | Michele Scartezzini   | 88.         |
| 142         | Francesco Lamon       | 115.        |
| 143         | Davide Viganò         | 123.        |
| 144         | Davide Plebani        | 131.        |
| 145         | Carloalberto Giordani | 130.        |
| 146         | Alessandro Covi       | 106.        |

| Rusland RUS | Rusland RUS       | Rusland RUS |
| ----------- | ----------------- | ----------- |
| Nr.         | Rytter            | Placering   |
| 151         | Aleksej Kurbatov  | 125.        |
| 152         | Vladislav Kulikov | 126.        |
| 153         | Evgeny Kovalev    | 137.        |
| 154         | Andrey Sazanov    | 139.        |
| 155         | Kirill Bochkov    | DNF-6       |
| 156         | Anton Vorobjov    | 134.        |

| Trevigiani-Phonix-Hemus 1896 UNI | Trevigiani-Phonix-Hemus 1896 UNI | Trevigiani-Phonix-Hemus 1896 UNI |
| -------------------------------- | -------------------------------- | -------------------------------- |
| Nr.                              | Rytter                           | Placering                        |
| 161                              | Alessandro Fedeli (ITA)          | 81.                              |
| 162                              | Floryan Arnoult (FRA)            | 101.                             |
| 163                              | Christofer Jurado (PAN)          | 96.                              |
| 164                              | Javier Ignacio Montoya (COL)     | 27.                              |
| 165                              | Manuel Peñalver (ESP)            | DNF-6                            |
| 166                              | Germán Tivani (ARG)              | 118.                             |

| Medellín MED | Medellín MED            | Medellín MED |
| ------------ | ----------------------- | ------------ |
| Nr.          | Rytter                  | Placering    |
| 171          | Óscar Sevilla (ESP)     | 17.          |
| 172          | Nicolás Paredes (COL)   | 72.          |
| 173          | Omar Mendoza (COL)      | 39.          |
| 174          | Weimar Roldán (COL)     | 108.         |
| 175          | Robinson Chalapud (COL) | 68.          |
| 176          | Jonathan Caicedo (ECU)  | 35.          |

| Bicicletas Strongman Coldeportes BSM | Bicicletas Strongman Coldeportes BSM | Bicicletas Strongman Coldeportes BSM |
| ------------------------------------ | ------------------------------------ | ------------------------------------ |
| Nr.                                  | Rytter                               | Placering                            |
| 181                                  | Aristóbulo Cala (COL)                | 8.                                   |
| 182                                  | Óscar Quiroz (COL)                   | 34.                                  |
| 183                                  | Rubén Acosta (COL)                   | 111.                                 |
| 184                                  | William Muñoz (COL)                  | 109.                                 |
| 185                                  | Eduardo Estrada (COL)                | 69.                                  |
| 186                                  | Jonathan Cañaveral (COL)             | 45.                                  |

| EPM | EPM                     | EPM       |
| --- | ----------------------- | --------- |
| Nr. | Rytter                  | Placering |
| 191 | Juan Pablo Suárez (COL) | 13.       |
| 192 | Freddy Montaña (COL)    | 21.       |
| 193 | Alexander Gil (COL)     | 16.       |
| 194 | Rodrigo Contreras (COL) | 30.       |
| 195 | Diego Ochoa (COL)       | 19.       |
| 196 | Jairo Salas (COL)       | 56.       |

| Coldeportes-Zenú ECZ | Coldeportes-Zenú ECZ       | Coldeportes-Zenú ECZ |
| -------------------- | -------------------------- | -------------------- |
| Nr.                  | Rytter                     | Placering            |
| 201                  | Alex Cano (COL)            | 38.                  |
| 202                  | Luis Felipe Laverde (COL)  | 46.                  |
| 203                  | Miguel Ángel Rubiano (COL) | 50.                  |
| 204                  | Alexis Camacho (COL)       | 32.                  |
| 205                  | Dalivier Ospina (COL)      | 52.                  |
| 206                  | Juan Martín Mesa (COL)     | 100.                 |

| GW Shimano GWS | GW Shimano GWS                         | GW Shimano GWS |
| -------------- | -------------------------------------- | -------------- |
| Nr.            | Rytter                                 | Placering      |
| 211            | José Serpa (COL)                       | 41.            |
| 212            | Walter Pedraza (COL)                   | 48.            |
| 213            | Heiner Parra (COL)                     | 14.            |
| 214            | Juan Pablo Rendón (COL)                | 73.            |
| 215            | Cristian Leandro Tamayo Saavedra (COL) | DNF-6          |
| 216            | Cristhian Talero (COL)                 | 64.            |

| Asociación Civil Agrupación Virgen de Fátima AFT | Asociación Civil Agrupación Virgen de Fátima AFT | Asociación Civil Agrupación Virgen de Fátima AFT |
| ------------------------------------------------ | ------------------------------------------------ | ------------------------------------------------ |
| Nr.                                              | Rytter                                           | Placering                                        |
| 221                                              | Nicolás Naranjo (ARG)                            | DNF-6                                            |
| 222                                              | Daniel Zamora (ARG)                              | 58.                                              |
| 223                                              | Leandro Velardez (ARG)                           | DNF-6                                            |
| 224                                              | Mauro Richeze (ARG)                              | DNS-6                                            |
| 225                                              | Adrián Richeze (ARG)                             | DNF-6                                            |
| 226                                              | Alonso Gamero (PER)                              | 86.                                              |

| Illuminate ILU | Illuminate ILU           | Illuminate ILU |
| -------------- | ------------------------ | -------------- |
| Nr.            | Rytter                   | Placering      |
| 231            | Simon Pellaud (SUI)      | 59.            |
| 232            | Cameron Piper (USA)      | 84.            |
| 233            | Martin Laas (EST)        | 128.           |
| 234            | Camilo Castiblanco (COL) | 40.            |
| 235            | Connor Brown (USA)       | 75.            |
| 236            | Félix Barón (COL)        | 25.            |

| Orgullo Paisa EOP | Orgullo Paisa EOP         | Orgullo Paisa EOP |
| ----------------- | ------------------------- | ----------------- |
| Nr.               | Rytter                    | Placering         |
| 241               | Danny Osorio (COL)        | 9.                |
| 242               | José Tito Hernández (COL) | 94.               |
| 243               | Carlos Quintero (COL)     | 70.               |
| 244               | Edison Muñoz (COL)        | 29.               |
| 245               | Alejandro Serna (COL)     | 47.               |
| 246               | Rafael Montiel (COL)      | 11.               |

| Quick-Step Floors QST | Quick-Step Floors QST     | Quick-Step Floors QST |
| --------------------- | ------------------------- | --------------------- |
| Nr.                   | Rytter                    | Placering             |
| 1                     | Fernando Gaviria (COL)    | 93.                   |
| 2                     | Julian Alaphilippe (FRA)  | 7.                    |
| 3                     | Álvaro Hodeg (COL)        | 116.                  |
| 4                     | Iljo Keisse (BEL)         | 102.                  |
| 5                     | Jhonatan Narváez (ECU)    | 10.                   |
| 6                     | Maximiliano Richeze (ARG) | DNF-5                 |

| Team Sky SKY | Team Sky SKY               | Team Sky SKY |
| ------------ | -------------------------- | ------------ |
| Nr.          | Rytter                     | Placering    |
| 11           | Egan Bernal (COL)          | 1.           |
| 12           | Jonathan Castroviejo (ESP) | 57.          |
| 13           | Tao Geoghegan Hart (GBR)   | 53.          |
| 14           | Sebastián Henao (COL)      | 20.          |
| 15           | Sergio Henao (COL)         | 4.           |
| 16           | David López (ESP)          | 78.          |

| EF Education First-Drapac EFD | EF Education First-Drapac EFD | EF Education First-Drapac EFD |
| ----------------------------- | ----------------------------- | ----------------------------- |
| Nr.                           | Rytter                        | Placering                     |
| 21                            | Nathan Brown (USA)            | 66.                           |
| 22                            | Julián Cardona (COL)          | 60.                           |
| 23                            | Hugh Carthy (GBR)             | 18.                           |
| 24                            | Alex Howes (USA)              | 90.                           |
| 25                            | Daniel Martínez (COL)         | 5.                            |
| 26                            | Rigoberto Urán (COL)          | 3.                            |

| Movistar Team MOV | Movistar Team MOV        | Movistar Team MOV |
| ----------------- | ------------------------ | ----------------- |
| Nr.               | Rytter                   | Placering         |
| 31                | Winner Anacona (COL)     | 51.               |
| 32                | Antonio Pedrero (ESP)    | 83.               |
| 33                | Richard Carapaz (ECU)    | 23.               |
| 34                | Víctor de la Parte (ESP) | 80.               |
| 35                | Dayer Quintana (COL)     | 36.               |
| 36                | Nairo Quintana (COL)     | 2.                |

| UnitedHealthcare UHC | UnitedHealthcare UHC        | UnitedHealthcare UHC |
| -------------------- | --------------------------- | -------------------- |
| Nr.                  | Rytter                      | Placering            |
| 41                   | Lucas Sebastián Haedo (ARG) | 97.                  |
| 42                   | Janier Acevedo (COL)        | 87.                  |
| 43                   | Daniel Jaramillo (COL)      | 67.                  |
| 44                   | Serghei Țvetcov (ROU)       | 49.                  |
| 45                   | Gavin Mannion (USA)         | 89.                  |
| 46                   | Jonathan Clarke (AUS)       | 99.                  |

| Androni Giocattoli-Sidermec ANS | Androni Giocattoli-Sidermec ANS | Androni Giocattoli-Sidermec ANS |
| ------------------------------- | ------------------------------- | ------------------------------- |
| Nr.                             | Rytter                          | Placering                       |
| 51                              | Alessandro Bisolti (ITA)        | 44.                             |
| 52                              | Raffaello Bonusi (ITA)          | 85.                             |
| 53                              | Mattia Frapporti (ITA)          | 95.                             |
| 54                              | Matteo Malucelli (ITA)          | 122.                            |
| 55                              | Iván Sosa (COL)                 | 6.                              |
| 56                              | Matteo Spreafico (ITA)          | 121.                            |

| CCC Sprandi Polkowice CCC | CCC Sprandi Polkowice CCC | CCC Sprandi Polkowice CCC |
| ------------------------- | ------------------------- | ------------------------- |
| Nr.                       | Rytter                    | Placering                 |
| 61                        | Paweł Bernas (POL)        | 77.                       |
| 62                        | Paweł Franczak (POL)      | 119.                      |
| 63                        | Adrian Kurek (POL)        | 98.                       |
| 64                        | Michał Paluta (POL)       | 63.                       |
| 65                        | Leszek Pluciński (POL)    | 71.                       |
| 66                        | Mateusz Taciak (POL)      | 135.                      |

| Holowesko Citadel HCA | Holowesko Citadel HCA  | Holowesko Citadel HCA |
| --------------------- | ---------------------- | --------------------- |
| Nr.                   | Rytter                 | Placering             |
| 71                    | Rubén Companioni (CUB) | 104.                  |
| 72                    | Taylor Eisenhart (USA) | 22.                   |
| 73                    | Bryan Gómez (COL)      | 110.                  |
| 74                    | John Murphy (USA)      | 92.                   |
| 75                    | Brayan Sánchez (COL)   | 82.                   |
| 76                    | Miguel Bryon (USA)     | 124.                  |

| Manzana Postobón MZN | Manzana Postobón MZN     | Manzana Postobón MZN |
| -------------------- | ------------------------ | -------------------- |
| Nr.                  | Rytter                   | Placering            |
| 81                   | Jordan Parra (COL)       | 79.                  |
| 82                   | Sebastián Molano (COL)   | 114.                 |
| 83                   | Juan Felipe Osorio (COL) | 74.                  |
| 84                   | Jetse Bol (NED)          | 43.                  |
| 85                   | Fabio Duarte (COL)       | 15.                  |
| 86                   | Aldemar Reyes (COL)      | 24.                  |

| Euskadi-Murias EUS | Euskadi-Murias EUS           | Euskadi-Murias EUS |
| ------------------ | ---------------------------- | ------------------ |
| Nr.                | Rytter                       | Placering          |
| 91                 | Beñat Txoperena (ESP)        | 54.                |
| 92                 | Ander Barrenetxea (ESP)      | 138.               |
| 93                 | Aitor González Prieto (ESP)  | 113.               |
| 94                 | Sergio Rodríguez Reche (ESP) | 133.               |
| 95                 | Gotzon Udondo (ESP)          | 112.               |

| Bardiani CSF BRD | Bardiani CSF BRD         | Bardiani CSF BRD |
| ---------------- | ------------------------ | ---------------- |
| Nr.              | Rytter                   | Placering        |
| 101              | Giovanni Carboni (ITA)   | 65.              |
| 102              | Giulio Ciccone (ITA)     | 31.              |
| 103              | Andrea Guardini (ITA)    | 136.             |
| 104              | Mirco Maestri (ITA)      | 127.             |
| 105              | Paolo Simion (ITA)       | DNF-6            |
| 106              | Alessandro Tonelli (ITA) | 91.              |

| Israel Cycling Academy ICA | Israel Cycling Academy ICA | Israel Cycling Academy ICA |
| -------------------------- | -------------------------- | -------------------------- |
| Nr.                        | Rytter                     | Placering                  |
| 111                        | Edwin Ávila (COL)          | 42.                        |
| 112                        | Guillaume Boivin (CAN)     | 62.                        |
| 113                        | Luis Lemus (MEX)           | 61.                        |
| 114                        | Benjamin Perry (CAN)       | 76.                        |
| 115                        | Mihkel Räim (EST)          | DNF-4                      |
| 116                        | Aviv Yechezkel (ISR)       | 129.                       |

| Burgos-BH BBH | Burgos-BH BBH                 | Burgos-BH BBH |
| ------------- | ----------------------------- | ------------- |
| Nr.           | Rytter                        | Placering     |
| 121           | Nícolas Sessler (BRA)         | 55.           |
| 122           | Adrian González Velasco (ESP) | 132.          |
| 123           | Daniel López (ESP)            | 120.          |
| 124           | Igor Merino (ESP)             | 37.           |
| 125           | Victor Langellotti (MON)      | 103.          |
| 126           | Álvaro Robredo (ESP)          | 107.          |

| Colombia COL | Colombia COL            | Colombia COL |
| ------------ | ----------------------- | ------------ |
| Nr.          | Rytter                  | Placering    |
| 131          | Jarlinson Pantano       | 12.          |
| 132          | Darwin Atapuma          | 33.          |
| 133          | Jhon Anderson Rodríguez | 26.          |
| 134          | Miguel Flórez López     | 28.          |
| 135          | Juan Arango             | 117.         |
| 136          | Brayan Ramírez          | 105.         |

| Italien ITA | Italien ITA           | Italien ITA |
| ----------- | --------------------- | ----------- |
| Nr.         | Rytter                | Placering   |
| 141         | Michele Scartezzini   | 88.         |
| 142         | Francesco Lamon       | 115.        |
| 143         | Davide Viganò         | 123.        |
| 144         | Davide Plebani        | 131.        |
| 145         | Carloalberto Giordani | 130.        |
| 146         | Alessandro Covi       | 106.        |

| Rusland RUS | Rusland RUS       | Rusland RUS |
| ----------- | ----------------- | ----------- |
| Nr.         | Rytter            | Placering   |
| 151         | Aleksej Kurbatov  | 125.        |
| 152         | Vladislav Kulikov | 126.        |
| 153         | Evgeny Kovalev    | 137.        |
| 154         | Andrey Sazanov    | 139.        |
| 155         | Kirill Bochkov    | DNF-6       |
| 156         | Anton Vorobjov    | 134.        |

| Trevigiani-Phonix-Hemus 1896 UNI | Trevigiani-Phonix-Hemus 1896 UNI | Trevigiani-Phonix-Hemus 1896 UNI |
| -------------------------------- | -------------------------------- | -------------------------------- |
| Nr.                              | Rytter                           | Placering                        |
| 161                              | Alessandro Fedeli (ITA)          | 81.                              |
| 162                              | Floryan Arnoult (FRA)            | 101.                             |
| 163                              | Christofer Jurado (PAN)          | 96.                              |
| 164                              | Javier Ignacio Montoya (COL)     | 27.                              |
| 165                              | Manuel Peñalver (ESP)            | DNF-6                            |
| 166                              | Germán Tivani (ARG)              | 118.                             |

| Medellín MED | Medellín MED            | Medellín MED |
| ------------ | ----------------------- | ------------ |
| Nr.          | Rytter                  | Placering    |
| 171          | Óscar Sevilla (ESP)     | 17.          |
| 172          | Nicolás Paredes (COL)   | 72.          |
| 173          | Omar Mendoza (COL)      | 39.          |
| 174          | Weimar Roldán (COL)     | 108.         |
| 175          | Robinson Chalapud (COL) | 68.          |
| 176          | Jonathan Caicedo (ECU)  | 35.          |

| Bicicletas Strongman Coldeportes BSM | Bicicletas Strongman Coldeportes BSM | Bicicletas Strongman Coldeportes BSM |
| ------------------------------------ | ------------------------------------ | ------------------------------------ |
| Nr.                                  | Rytter                               | Placering                            |
| 181                                  | Aristóbulo Cala (COL)                | 8.                                   |
| 182                                  | Óscar Quiroz (COL)                   | 34.                                  |
| 183                                  | Rubén Acosta (COL)                   | 111.                                 |
| 184                                  | William Muñoz (COL)                  | 109.                                 |
| 185                                  | Eduardo Estrada (COL)                | 69.                                  |
| 186                                  | Jonathan Cañaveral (COL)             | 45.                                  |

| EPM | EPM                     | EPM       |
| --- | ----------------------- | --------- |
| Nr. | Rytter                  | Placering |
| 191 | Juan Pablo Suárez (COL) | 13.       |
| 192 | Freddy Montaña (COL)    | 21.       |
| 193 | Alexander Gil (COL)     | 16.       |
| 194 | Rodrigo Contreras (COL) | 30.       |
| 195 | Diego Ochoa (COL)       | 19.       |
| 196 | Jairo Salas (COL)       | 56.       |

| Coldeportes-Zenú ECZ | Coldeportes-Zenú ECZ       | Coldeportes-Zenú ECZ |
| -------------------- | -------------------------- | -------------------- |
| Nr.                  | Rytter                     | Placering            |
| 201                  | Alex Cano (COL)            | 38.                  |
| 202                  | Luis Felipe Laverde (COL)  | 46.                  |
| 203                  | Miguel Ángel Rubiano (COL) | 50.                  |
| 204                  | Alexis Camacho (COL)       | 32.                  |
| 205                  | Dalivier Ospina (COL)      | 52.                  |
| 206                  | Juan Martín Mesa (COL)     | 100.                 |

| GW Shimano GWS | GW Shimano GWS                         | GW Shimano GWS |
| -------------- | -------------------------------------- | -------------- |
| Nr.            | Rytter                                 | Placering      |
| 211            | José Serpa (COL)                       | 41.            |
| 212            | Walter Pedraza (COL)                   | 48.            |
| 213            | Heiner Parra (COL)                     | 14.            |
| 214            | Juan Pablo Rendón (COL)                | 73.            |
| 215            | Cristian Leandro Tamayo Saavedra (COL) | DNF-6          |
| 216            | Cristhian Talero (COL)                 | 64.            |

| Asociación Civil Agrupación Virgen de Fátima AFT | Asociación Civil Agrupación Virgen de Fátima AFT | Asociación Civil Agrupación Virgen de Fátima AFT |
| ------------------------------------------------ | ------------------------------------------------ | ------------------------------------------------ |
| Nr.                                              | Rytter                                           | Placering                                        |
| 221                                              | Nicolás Naranjo (ARG)                            | DNF-6                                            |
| 222                                              | Daniel Zamora (ARG)                              | 58.                                              |
| 223                                              | Leandro Velardez (ARG)                           | DNF-6                                            |
| 224                                              | Mauro Richeze (ARG)                              | DNS-6                                            |
| 225                                              | Adrián Richeze (ARG)                             | DNF-6                                            |
| 226                                              | Alonso Gamero (PER)                              | 86.                                              |

| Illuminate ILU | Illuminate ILU           | Illuminate ILU |
| -------------- | ------------------------ | -------------- |
| Nr.            | Rytter                   | Placering      |
| 231            | Simon Pellaud (SUI)      | 59.            |
| 232            | Cameron Piper (USA)      | 84.            |
| 233            | Martin Laas (EST)        | 128.           |
| 234            | Camilo Castiblanco (COL) | 40.            |
| 235            | Connor Brown (USA)       | 75.            |
| 236            | Félix Barón (COL)        | 25.            |

| Orgullo Paisa EOP | Orgullo Paisa EOP         | Orgullo Paisa EOP |
| ----------------- | ------------------------- | ----------------- |
| Nr.               | Rytter                    | Placering         |
| 241               | Danny Osorio (COL)        | 9.                |
| 242               | José Tito Hernández (COL) | 94.               |
| 243               | Carlos Quintero (COL)     | 70.               |
| 244               | Edison Muñoz (COL)        | 29.               |
| 245               | Alejandro Serna (COL)     | 47.               |
| 246               | Rafael Montiel (COL)      | 11.               |